# Anisantherina hispidula
Anisantherina hispidula là loài thực vật có hoa thuộc họ Cỏ chổi. Loài này được (Mart.) Pennell mô tả khoa học đầu tiên năm 1920.